# Новалеза
Новалеза (итал. Novalesa) — коммуна в Италии, располагается в области Пьемонт, в провинции Турин. Населённый пункт расположен в 60 км к западу от Турина. 
Население коммуны составляет 540 человека (2017 г.), плотность населения составляет 19 чел./км². Занимает площадь 28,55 км². Почтовый индекс — 10050. Телефонный код — 0122.
Покровителями коммуны почитаются святой первомученик Стефан, празднование 26 декабря, и святой Эльдрад Новалезский, празднование 13 марта.
Близ Новалезы расположено бенедиктинское Новалезское аббатство (основано в 726 году). В капелле местнопочитаемого святого Эльдрада сохранились фрески конца XI века. Монастырь функционирует поныне.

## Демография
Динамика населения:

## Города-побратимы
- Ле-Монетье-ле-Бен, Франция

## Администрация коммуны
- Официальный сайт: http://www.comune.novalesa.to.it/